# FEDARENE
FEDARENE (Europäische Föderation der Agenturen und Regionen für Energie und Umwelt) ist ein europäisches Netzwerk regionaler und lokaler Organisationen, die Energie- und Umweltpolitiken umsetzen, koordinieren und fördern. Die europaweite gemeinnützige Vereinigung hat 80 Mitgliedsregionen aus 24 europäischen Ländern und betreibt überwiegend Lobbyarbeit.

## Geschichte
FEDARENE wurde am 8. Juni 1990 auf Initiative der Regionalverwaltungen von Rhône-Alpes, Provence-Alpes-Côte d’Azur, Wallonien, País Vasco, Aquitaine und Nord-Pas-de-Calais mit dem Ziel gegründet, die lokale und regionale Dimension der Energie- und Umweltpolitik auf europäischer Ebene zu stärken.
Die Ziele des Verbandes sind:
- FEDARENE sieht sich als Bindeglied zwischen den lokalen und regionalen Behörden und den europäischen Institutionen. Das oberste Ziel besteht darin, die Stimme der Regionen und lokalen Regierungen auf europäischer Ebene zu Gehör zu bringen und Mitglieder über relevante europäische Initiativen und Politiken zu informieren.
- Förderung des Erfahrungsaustausches und der Entwicklung transnationaler Projekte: Im Rahmen seiner Veranstaltungen und Netzwerkaktivitäten bringt FEDARENE Organisationen aus ganz Europa zusammen, um Know-how auszutauschen, europäische Projekte zu entwickeln und erfolgreiche Initiativen zu wiederholen.
- FEDARENE bietet ein Diskussionsforum für Energieakteure und dient nicht nur seinen Mitgliedern als Plattform, sondern auch allen Akteuren, die sich für die Energiewende einsetzen: Behörden, Nichtregierungsorganisationen, Bürger, kleine und mittlere Unternehmen sowie Finanzinstitute.

## Hintergrundinformationen
Die Aufgaben der FEDARENE bestehen darin, die Entwicklung des interregionalen Austauschs, der Partnerschaften und der Zusammenarbeit zu erleichtern; die europäischen Regionen dabei zu unterstützen, ihre Handlungsfähigkeit zu entwickeln und die regionale und lokale Dimension in den Energie- und Umweltdebatten der EU zu vertreten und zu fördern. FEDARENE ist derzeit an mehreren europäischen Projekten beteiligt. Darunter sind unter anderem OPENGELA, C-Track 50 ManagEnergy und PROSPECT. FEDARENE ist auch Gründungsmitglied des Büros des Konvent der Bürgermeister.  FEDARENE war an einer Vielzahl weiterer, abgeschlossener europäischer Projekte in verschiedenen Bereichen beteiligt: Biogas (Biogas-Regionen), Biomethan (Biomethan-Regionen), regionale Treibhausgasobservatorien (EnergeeWatch), Projekte zur nachhaltigen Entwicklung (wie InventAir). Darüber hinaus unterstützt FEDARENE die Koordination der Aktivitäten rund um Energee-Watch, das europäische Netzwerk regionaler Observatorien für Energie und Treibhausgas. FEDARENE ist verantwortlich für den Aufbau und die Koordination des Netzwerks. Seit 2015 vergibt der Verein jährlich den Roger-Leron-Preis an Einzelpersonen, die sich über einen längeren Zeitraum hinweg um die Nachhaltigkeit der Energiewende einsetzen.

## Interne Struktur
Der Verwaltungsrat wird alle 3 Jahre erneuert und besteht aus 16 Mitgliedern. Dazu gehört auch die Position des Präsidenten, die 2019 vom CEO der Regionalen Energieagentur Nordwestkroatien Julije Domac mit Unterstützung eines Generalsekretärs, 11 Vizepräsidenten, eines Sekretärs und eines Schatzmeisters ausgeübt wird. Die Mitglieder des Vorstands sind Vertreter der folgenden Regionen/Provinzen: Kreis Alba (RO), Auvergne-Rhône-Alpes (FR), Berlin (DE), Kastilien und León (ES), Nordwest Kroatien (HR), Île-de-France (FR), Mittelfinnland (FI), Ägäische Inseln (GR), Severn Wye (UK), Ligurien (IT), Podravina (SI), Südost Schweden (SE), Tipperary (IE), Oberösterreich (AT), Wallonische Region (BE).